# 宮崎県立高城高等学校
宮崎県立高城高等学校（みやざきけんりつ たかじょうこうとうがっこう）は、宮崎県都城市高城町穂満坊に所在する公立の高等学校。

## 概要
歴史
1929年（昭和4年）創立の高等女学校を前身とする。1948年（昭和23年）の学制改革で高等女学校は廃止され、新制高等学校として発足。同時に男子が入学し男女共学を開始。現校名になったのは1955年（昭和30年）。かつては定時制課程を有していたが、1967年（昭和42年）に廃止された。現在は全日制課程2学科を有している。2014年（平成26年）に創立85周年を迎えた。
設置課程・学科
全日制課程 2学科
- 普通科
- 生活文化科（家庭に関する学科）

校訓（校是）
「自立、友情、前進」- 創立60周年を記念して1988年（昭和63年）に制定。
校章
銀杏の葉を背景にして、中央に「高」の文字を置いている。
校歌
歌詞は3番まであり、各番の最後に校名の「高城」が登場する。

## 沿革
- 1929年（昭和4年）4月1日 - 「宮崎県高城実科高等女学校」として開校。
- 1943年（昭和18年）4月1日 - 中等学校令の施行により、「宮崎県高城高等女学校」に改称（「実科」が除かれる）。修業年限は4年。
- 1946年（昭和21年）4月1日 - 修業年限が5年となる（ただし4年修了時点で卒業することもできた）。
- 1947年（昭和22年）4月1日 - 学制改革（六・三制の実施）が行われる。
  - 高等女学校の募集を停止。
  - 新制中学校を併設（以下・併設中学校）し、高等女学校1・2年修了者を新制中学校2・3年生として収容。
  - 併設中学校は経過措置としてあくまで暫定的に設置されたため、新たに生徒募集は行われず、在校生が2・3年生のみの中学校であった。
  - 高等女学校3・4年修了者はそのまま高等女学校4・5年生として在籍（ただし4年修了時点で卒業することもできた）。
- 1948年（昭和23年）4月1日 - 高等女学校が廃止され、新制高等学校「宮崎県高城町立高城高等学校」が発足。
  - 通常制普通課程（全日制普通科）を設置。男女共学を開始。
  - 高等女学校修了者（5年修了者）を新制高校3年、高等女学校4年修了者を新制高校2年、併設中学校卒業者（3年修了者）を新制高校1年生として収容。
  - 併設中学校は在校生が1946年（昭和21年）に高等女学校へ最後に入学した3年生のみとなる。
- 1949年（昭和24年）1月 - 定時制農業課程・家庭課程を設置。
- 1950年（昭和25年）4月1日 - 公立高等学校の再編により、「宮崎県立都城都島高等学校高城分校」となる。
  - 通常制（全日制）農業課程（農業科）・家庭課程（被服科）を設置。
- 1952年（昭和27年）4月1日 - 全日制農業科の募集を停止。
- 1953年（昭和28年）4月 - 現在地に移転。
- 1955年（昭和30年）
  - 2月 - 「宮崎県立高城高等学校」として独立。
  - 3月 - 開校記念式を挙行。校歌を制定。
- 1960年（昭和35年）4月 - 定時制家庭科の募集を停止。
- 1964年（昭和39年）4月 - 定時制農業科の募集を停止。
- 1967年（昭和42年）3月31日 - 定時制課程を廃止。
- 1988年（昭和63年）11月 - 創立60周年を記念して校訓（自立・友情・前進）を制定。
- 1996年（平成8年）4月1日 - 家政科の募集を停止し、生活情報科を新設。